# Коль, Иоганн Георг
Иоганн Георг Коль (нем. Johann Georg Kohl; 28 апреля 1808, Бремен — 28 октября 1878, Бремен) — немецкий географ и путешественник, основатель транспортной иерархической модели.

## Биография
Иоганн родился 28 апреля 1808 года в семье виноторговца, окончил гимназию в Бремени.
Изучал право в Гёттингенском, Гейдельбергском и Мюнхенском университетах. В 1830—1836 годах в качестве воспитателя переселился в Курляндию,
С 1837 года путешествовал по Лифляндии и южной России, в мае 1837 года посетил Санкт-Петербург и Москву, служа учителем в доме графа Александра Григорьевича Строганова.
Вернувшись в 1838 году в Германию, он поселился в Дрездене и в 1841 издал ряд работ: «Petersburg in Bildern und Skizzen», «Reisen in Innern v. Russland und Polen», «Reisen in Südrussland» и «Die deutschen Ostseeprovinzen». Позже Коль посетил различные страны Европы и в 1842 году издал описания путешествий по Австро-Венгрии, Баварии, Англии, Шотландии, Ирландии, Дании, Шлезвиг-Голштейну, Нидерландам, Далмации и Черногории.
С 1850 года он посещает Берлин, Париж, Лондон, Оксфорд.
С 1854 по 1858 год Коль путешествует по Северной Америке. Он приготовил несколько ценных карт для правительства США, и по просьбе Береговой службы Соединенных Штатов подготовил два доклада: «История открытия побережья США» и «История и исследование Гольфстрима» (Бремен, 1868).
И вскоре после возвращения он издал: «Reisen in Canada» (Штутгарт, 1856); «Reisen im Nordwesten der Vereinigten Staaten» (С.-Луи, 1859); «Kitschi-Gami, od. Erzählungen vom Obern See» (Бремен, 1859).
В 1863 году был назначен городским библиотекарем Бремена, где в 1870 г. нашёл подлинную рукопись сочинения Иоганна Реннера, имеющего заглавие «Liflendischer Historien negen boker» (= девять книг ливонской истории).

## Вклад в науку

Транспортная иерархическая модель

После посещения России Иоганн издаёт в 1841 году главную свою работу «Транспортировка и поселение людей в зависимости от рельефа местности», где на примере города Москвы, сформулировал математическую теорию развития города в форме сферы и как в конце концов эти города будут развиваться за счет небоскребов и подземных торговых центров.
И. Коль является основателем транспортной иерархической модели.

## Сочинения
- Коль И. Г. Москва 1837—1841. Записки путешественника. М.: Русская жизнь, 2005, -С.311 ISBN 5-34-12878-1 (ошибоч.) (нем. пер I.G. Kohl. Reisen in Inneren von Russland unci Poland. Erster Theil. Moskau. Mit einem Titeikupfer und einem Plane von Moskau. Dresden-Leipzig, 1841)
- «De Ukraine en Klein-Rusland» (Гронинген, 1844)
- «Der Verkehr des Menschen in seiner Abhängigkeit von der Erdoberfläche» (Дрезден, 1841, 1850);
- «Der Rhein» (Лейпциг, 1851);
- «Skizzen aus Natur— und Völkerleben» (Дрезден, 1851);
- «Aus meinen Hütten» (Лейпциг, 1852);
- «Geschichte der Entdeckung Amerikas» (Бремен, 1861);
- «Nordwestdeutsche Skizzen» (там же, 1864, 1873);
- «Deutsch Volksbilder und Naturansichten aus dem Harz» (Ганновер, 1866);
- «Am Wege» (Бремен, 1866, 1874);
- «History of the discovery of Maine» (Портланд, 1869);
- «Die Völker Europas» (Гамбург, 1872);
- «Die geographische Lage der Hauptstädte Europas» (Лейпциг, 1874);
- «Geschichte der Entdeckungsreisen u. Schiffahrten zur Magelhaensstrasse» (Берлин, 1887);
- «Die natürlichen Lockmittel des Volkerverkehrs» (Бремен, 1878).